# Hanna Köhler
Hanna Köhler (Jahnsdorf, 5 maart 1944 - Ulm, 17 maart 2011) was een Duitse zangeres en actrice.
Ze studeerde aan het Richard-Strauß-Konservatorium in München. Ze raakte betrokken bij de regisseur Rainer Fassbinder en speelde in 1970 als zangeres in zijn film Die Niklashauser Fart. Twee jaar later speelde ze de rol van Sissi in de film Ludwig-Requiem für einen jungfräulichen König van Hans-Jürgen Syberberg.
Köhler speelde van 2001 tot 2008 in ruim 1600 afleveringen van de soap Marienhof de rol van oma Francesca Maldini. Ze leed echter aan een ernstige hartkwaal en moest haar rol noodgedwongen beëindigen. Ze leefde hierna een teruggetrokken bestaan in een seniorencomplex in Ulm. In 2011 overleed ze daar op 67-jarige leeftijd.

## Filmografie (selectie)
- Die Niklashauser Fart (1970)
- Ludwig - Requiem für einen jungfräulichen König (1972)
- Die zweite Heimat – Chronik einer Jugend (1992)
- Tatort (1994, 2000)
- Das Erbe des Försters (1996)